# میتسوبیشی کی-۳۰
میتسوبیشی کی-۳۰ (به انگلیسی: Mitsubishi Ki-30) یک هواپیمای ساختِ کارخانهٔ میتسوبیشی در کشور ژاپن است که در سال ۱۹۳۸ ساخته شد. نخستین استفاده‌کنندهٔ این هواپیما نیروی هوایی ارتش امپراتوری ژاپن بوده‌است. این هواپیما برای نخستین بار در ۲۸ فوریه ۱۹۳۷ میلادی مورد استفاده قرار گرفت.